# NK Lučko Zagreb
El NK Lučko es un club de fútbol croata de la ciudad de Zagreb, fundado en 1931. El equipo disputa sus partidos como local en el Stadion Lučko y juega en la Druga HNL.